# Славуевац
Славуевац (на сръбски: Славујевац или Slavujevac) е село в Югоизточна Сърбия, Пчински окръг, община Прешево. Старото име на селището е Бугариня. След Първата световна война селото е прекръстено на Славуевац.

## Население
Според преброяването на населението от 2002 г. селото има 482 жители.
Албанците в община Прешево бойкотират проведеното през 2011 г. преброяване на населението.

### Етнически състав
Данните за етническия състав на населението са от преброяването през 2002 г.
- сърби – 480 жители (99,58%)
- македонци – 1 жител (0,20%)
- неизвестно – 1 жител (0,20%)